# 독타운의 제왕들
《독타운의 제왕들》(영어: Lords of Dogtown)은 2005년 개봉한 미국의 전기 드라마 영화이다.

## 출연
- 에밀 허시
- 존 로빈슨
- 빅터 러숙
- 히스 레저
- 마이클 앵거라노
- 니키 리드
- 리베카 더모네이
- 윌리엄 메이포서
- 빈센트 라레스카
- 엘든 헨슨
- 멜로니 디애즈
- 에디 케이힐
- 로라 램지
- 파블로 슈라이버
- 아메리카 퍼레라
- 소피아 베르가라
- 첼시 홉스
- 네드 벨러미
- 셰이 위검

카메오 출연
- 조니 녹스빌
- 찰스 네이피어
- 제러미 레너
- 조엘 맥헤일
- 알렉시스 아켓
- 바이 링

## 기타 제작진
- 공동 제작: 진저 슬레지
- 협력 제작: 비니 반스, 커림 엘시피, 캐나다 고든
- 배역: 빅토리아 토머스
- 미술: 크리스 고랙
- 의상: 신디 에번스